# Єзежани (Нижньосілезьке воєводство)
Єзежани (пол. Jezierzany) — село в Польщі, у гміні Мілковиці Леґницького повіту Нижньосілезького воєводства.
Населення — 138 осіб (2011).
У 1975—1998 роках село належало до Легницького воєводства.

## Демографія
Демографічна структура станом на 31 березня 2011 року:
|          | Загалом | Допрацездатний вік | Працездатний вік | Постпрацездатний вік |
| -------- | ------- | ------------------ | ---------------- | -------------------- |
| Чоловіки | 62      | 14                 | 40               | 8                    |
| Жінки    | 76      | 20                 | 38               | 18                   |
| Разом    | 138     | 34                 | 78               | 26                   |